# Felipe Ponce Ramírez
Felipe Ponce (n. Durango, 29 de marzo de 1988) es un futbolista mexicano. Juega como mediocampista y actualmente milita en  Club Deportivo Municipal Limeño de la Primera División de El Salvador.

## Carrera
Nacido en Lerdo, Durango  Formado en las fuerzas básicas de Santos Laguna jugó para todas las divisiones del club, consiguió un campeonato de goleo en las divisiones inferiores con 16 goles siendo volante, después Santos Laguna lo manda a préstamo para dos equipos de la segunda división Universidad Autónoma de Tamaulipas y Loros de la Univ. de Colima, en Correcaminos consigue un subcampeonato, antes de regresar a Santos Laguna, después llega a los Tiburones Rojos de Veracruz. Tuvo un paso de 6 meses por el equipo Luarca cf de España, para después jugar 2 años para Atlético San Luis donde consiguió un subcampeonato, después fue traspasado nuevamente a Loros de Colima y de ahí pasar al fútbol colombiano con Boyacá Chicó donde consiguió el ascenso en el primer año.

## Clubes
| Club                            | País                  | Año           |
| ------------------------------- | --------------------- | ------------- |
| Santos Laguna                   | México                | 2007 - 2008   |
| Santos Laguna A                 | México                | 2007 - 2008   |
| Correcaminos UAT B              | México                | 2008 - 2009   |
| Loros de Colima                 | México                | 2009 - 2012   |
| Veracruz                        | México                | 2012 - 2013   |
| Luarca                          | España                | 2013          |
| Atlético de San Luis            | México                | 2014 - 2016   |
| Loros de Colima                 | México                | 2016          |
| Boyacá Chicó                    | Colombia              | 2017 - 2018   |
| Speranța Nisporeni              | Moldavia              | 2019          |
| Deportivo Pasto                 | Colombia              | 2019          |
| Alianza                         | El Salvador           | 2020          |
| Delfines del Este FC            | República Dominicana. | 2021          |
| Club Deportivo Municipal Limeño | El Salvador           | 2021-Presente |

## Estadísticas
| Club                                       | Div.                | Temporada           | Liga  | Liga  | Copa Nacional | Copa Nacional | Copa Internacional | Copa Internacional | Total | Total |
| Club                                       | Div.                | Temporada           | Part. | Goles | Part.         | Goles         | Part.              | Goles              | Part. | Goles |
| ------------------------------------------ | ------------------- | ------------------- | ----- | ----- | ------------- | ------------- | ------------------ | ------------------ | ----- | ----- |
| Santos Laguna                              | 1.ª                 | 2007                | 12    | 3     | -             | -             | -                  | -                  | 12    | 3     |
| Santos Laguna                              | 1.ª                 | 2008                | 8     | 3     | -             | -             | -                  | -                  | 8     | 3     |
| Santos Laguna                              | Total club          | Total club          | 20    | 6     | 0             | 0             | 0                  | 0                  | 20    | 6     |
| Santos Laguna A                            | 2.ª                 | 2007                | 1     | 0     | -             | -             | -                  | -                  | 1     | 0     |
| Santos Laguna A                            | 2.ª                 | 2008                | 6     | 2     | -             | -             | -                  | -                  | 6     | 2     |
| Santos Laguna A                            | Total club          | Total club          | 7     | 2     | 0             | 0             | 0                  | 0                  | 7     | 2     |
| Correcaminos UAT B                         | 3.ª                 | 2008/09             | 20    | 2     | -             | -             | -                  | -                  | 20    | 2     |
| Correcaminos UAT B                         | Total club          | Total club          | 20    | 2     | 0             | 0             | 0                  | 0                  | 20    | 2     |
| Loros de Colima                            | 3.ª                 | 2009/10             | 19    | 2     | -             | -             | -                  | -                  | 19    | 2     |
| Loros de Colima                            | 3.ª                 | 2010/11             | 8     | 2     | -             | -             | -                  | -                  | 8     | 2     |
| Loros de Colima                            | 3.ª                 | 2011/12             | 15    | 2     | -             | -             | -                  | -                  | 15    | 2     |
| Loros de Colima                            | 3.ª                 | 2016                | 9     | 0     | -             | -             | -                  | -                  | 9     | 0     |
| Loros de Colima                            | Total club          | Total club          | 51    | 6     | 0             | 0             | 0                  | 0                  | 51    | 6     |
| Veracruz                                   | 2.ª                 | 2012/13             | 5     | 0     | 6             | 0             | -                  | -                  | 11    | 0     |
| Veracruz                                   | Total club          | Total club          | 5     | 0     | 6             | 0             | 0                  | 0                  | 11    | 0     |
| Luarca                                     | 6.ª                 | 2013                | 0     | 0     | -             | -             | -                  | -                  | 0     | 0     |
| Luarca                                     | Total club          | Total club          | 0     | 0     | 0             | 0             | 0                  | 0                  | 0     | 0     |
| Atlético de San Luis                       | 3.ª                 | 2014/15             | 5     | 1     | 4             | 0             | -                  | -                  | 9     | 1     |
| Atlético de San Luis                       | 3.ª                 | 2015/16             | 9     | 0     | 8             | 1             | -                  | -                  | 17    | 1     |
| Atlético de San Luis                       | Total club          | Total club          | 14    | 1     | 12            | 1             | 0                  | 0                  | 26    | 2     |
| Boyacá Chicó                               | 2.ª                 | 2017                | 32    | 7     | 2             | 0             | -                  | -                  | 34    | 7     |
| Boyacá Chicó                               | 1.ª                 | 2018                | 23    | 4     | 2             | 0             | -                  | -                  | 25    | 4     |
| Boyacá Chicó                               | Total club          | Total club          | 55    | 11    | 4             | 0             | 0                  | 0                  | 59    | 11    |
| Total en su carrera                        | Total en su carrera | Total en su carrera | 172   | 28    | 22            | 1             | 0                  | 0                  | 194   | 29    |
| Última actualización: 19.10.2018 según ref |                     |                     |       |       |               |               |                    |                    |       |       |

## Palmarés

### Campeonatos nacionales
| Título               | Club         | País        | Año  |
| -------------------- | ------------ | ----------- | ---- |
| Primera B            | Boyacá Chicó | Colombia    | 2017 |
| Torneo Apertura 2020 | Alianza      | El Salvador | 2021 |